# Dienstabteil

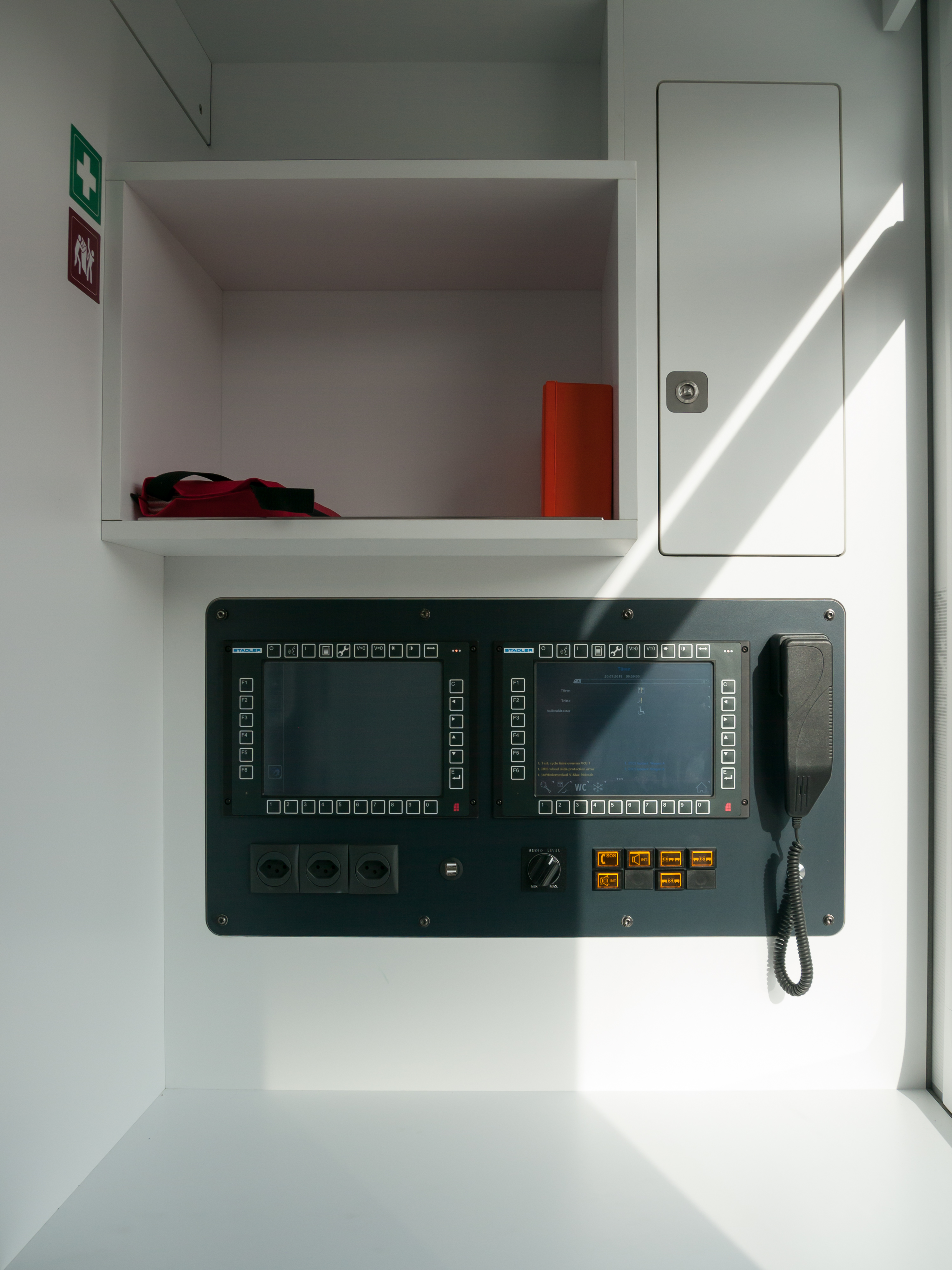
Dienstabteil eines Stadler Flirt Traverso

Als Dienstabteil, Serviceabteil, Begleitabteil oder Begleiterabteil bezeichnet man ein spezielles Wagenabteil in einem Zug, das für dienstliche Zwecke besonders eingerichtet ist beziehungsweise für das Personal frei gehalten wird.
In begleiteten Güterzügen liegt das Dienstabteil meistens in einem dem Zug angehängten Dienstbegleitwagen oder Gepäckwagen. In Reisezügen befindet es sich entweder an der Spitze, in der Mitte oder am Schluss des Zuges. 
Wenn in Zügen feste Dienstabteile eingerichtet werden sollen, sind diese oft in Wagengattungen zu finden, die nur einmal in einem Zug vorkommen. So befindet sich das Dienstabteil bei den IC2000-Kompositionen beispielsweise im AD-Wagen. In vielen älteren ÖBB Triebwagen findet man ebenfalls ein Dienstabteil, das direkt hinter einem Führerstand angeordnet ist. Beim Railjet findet man mit dem Infopoint eine Sonderform eines Dienstabteils. Dieses ist für den direkten Kundenkontakt eingerichtet und bietet keine Rückzugsmöglichkeit, sondern nur abschließbare Kästen für die persönlichen Gegenstände des Personals.
Das Serviceabteil im Schlaf- beziehungsweise Liegewagen gehört ebenfalls zu den Dienstabteilen.